# Wapen van Melick en Herkenbosch

Wapen van de voormalige gemeente Melick en Herkenbosch

Het wapen van Melick en Herkenbosch werd op 11 september 1931 aan de gemeente Melick en Herkenbosch toegekend. Hoewel de gemeente al in 1991 fuseerde met Vlodrop werd de naam van de nieuwe gemeente pas in 1993 aangepast waardoor het wapen ook pas in 1993 in onbruik raakte.
De leeuw in het wapen is de leeuw van Wassenberg, Melick en Herkenbosch hebben in het verleden deel uitgemaakt van het Ambt Wassenberg. Het gebied heeft ook deel uitgemaakt van Gelre, Brabant en Heinsberg.

## Blazoen
De beschrijving van het wapen van Melick en Herkenbosch luidde als volgt:
Doorsneden, boven in keel een dubbelstaartige leeuw van zilver; beneden in zilver een liggende hark van sabel.
Het wapen is horizontaal doorsneden. In de bovenste helft staat een dubbelstaartige zilveren leeuw op een rode ondergrond. De onderste helft is van zilver met daarop een zwarte liggende hark. Dit deel van het wapen wordt gezien als een sprekend element.

## Verwant wapen
In 1991 werd aan de nieuwe gemeente Melick en Herkenbosch een nieuw wapen verleend, maar dat werd pas in 1993, na hernoeming van de gemeente tot Roerdalen, gebruikt.

Het wapen van Melick en Herkenbosch (1991), maar pas in 1993 gebruikt als wapen van Roerdalen